# Видерман, Бедржих Антонин
Бедржих Антонин Видерман (чеш. Bedřich Antonín Wiedermann; 10 ноября 1883 или 10 ноября 1886, Ивановице-на-Гане, Чехия — 5 ноября 1951, Прага, Чехословакия) — чешский органист и композитор.
Изучая теологию в Оломоуце, выступал как органист и руководитель монастырского хора, а в 1904 году поступил в Пражскую консерваторию. Изучал композицию у Витезслава Новака и орган под руководством Йозефа Клички. В 1910—1911 годах органист Собора Святых Петра и Павла в Брно, в 1911—1919 годах штатный органист ряда пражских церквей. С 1920 года широко концертировал: на протяжении 12 лет давал ежемесячные концерты в пражском Общественном доме, гастролировал в Европе и США. С 1917 года преподавал орган в Пражской консерватории, а с 1946 года в преобразованной Пражской музыкальной академии; среди его учеников, в частности, Станислав Геллер, Иржи Ропек, Иржи Рейнбергер. Автор органных, хоровых, вокальных сочинений.